# Tubo de Crookes

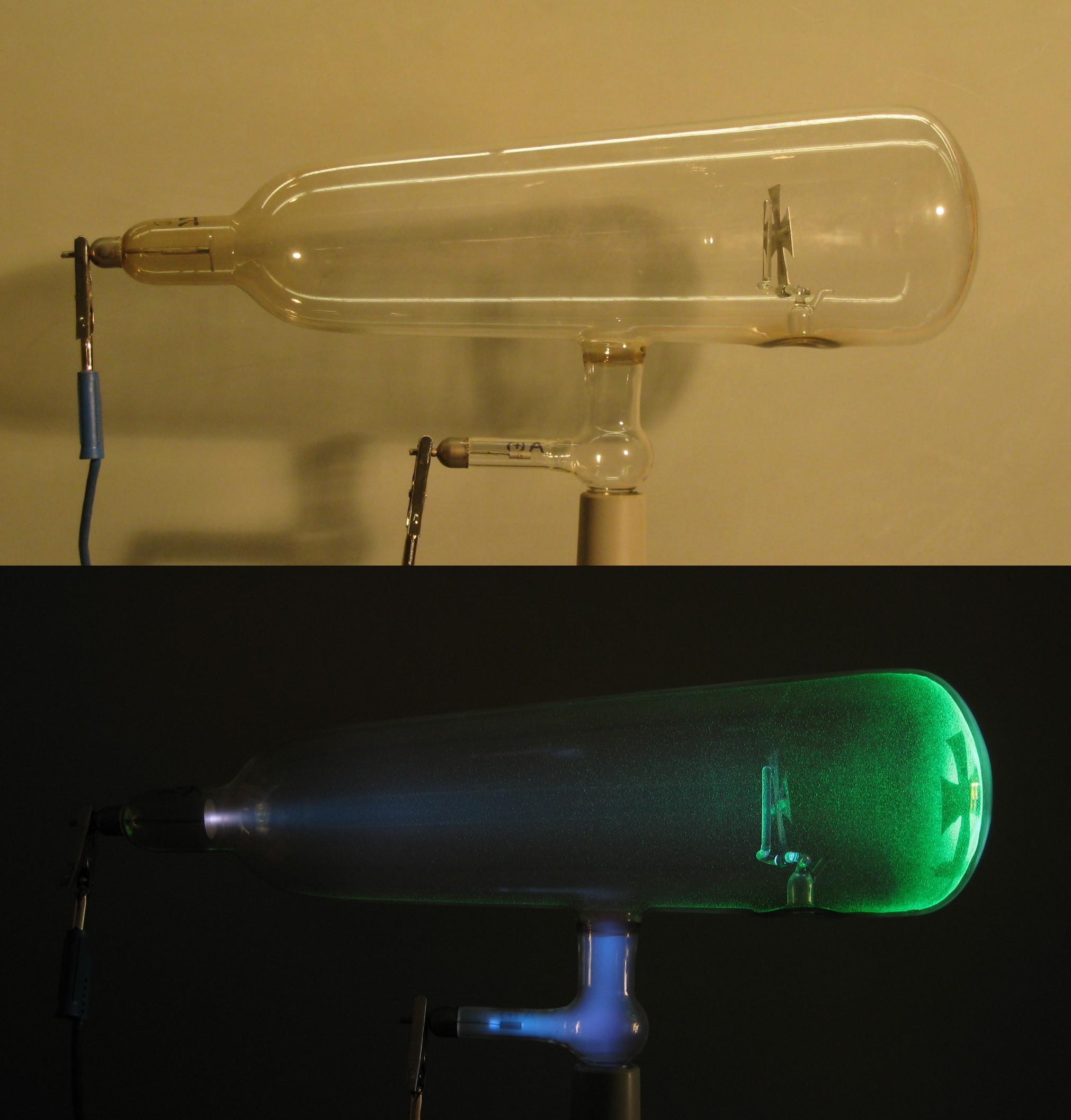
Imagem com dois tubos de Crooke: claro e escuro.

Um tubo de Crookes é um experimento elétrico num tubo de descarga, parcialmente no vácuo, inventado pelo físico inglês William Crookes e outros por volta de 1869-1875, através do qual os raios catódicos foram descobertos.
Em uma ampola, William Crookes submeteu um gás a uma pressão menor que a pressão atmosférica e a uma alta tensão. Quando os elétrons saem do cátodo, colidem com moléculas do gás e ocorre a ionização do gás e liberação de luz que ilumina toda a ampola. A partir desses experimento , J. J. Thomson observou que esse fenômeno é independente do gás e do metal utilizado no elétrodo. A partir dessa conclusão, Thomson pôde, posteriormente, descobrir a existência do elétron.
A "ampola de Crookes" é feita de vidro ou quartzo e dentro dela se faz o vácuo. Ela contém duas placas metálicas ligadas a uma fonte de tensão elétrica. A placa ligada ao pólo negativo é chamada de catodo e a outra, ligada ao pólo positivo, é o anodo. Quando a tensão entre o catodo e o anodo fica bem elevada surge um feixe luminoso que sai do catodo e atravessa o tubo. São os "raios catódicos". Esses experimentos fizeram Thomson  concluir que os raios eram na verdade um feixe de partículas carregadas negativamente e que possuiam massa.